# 威爾摩托車

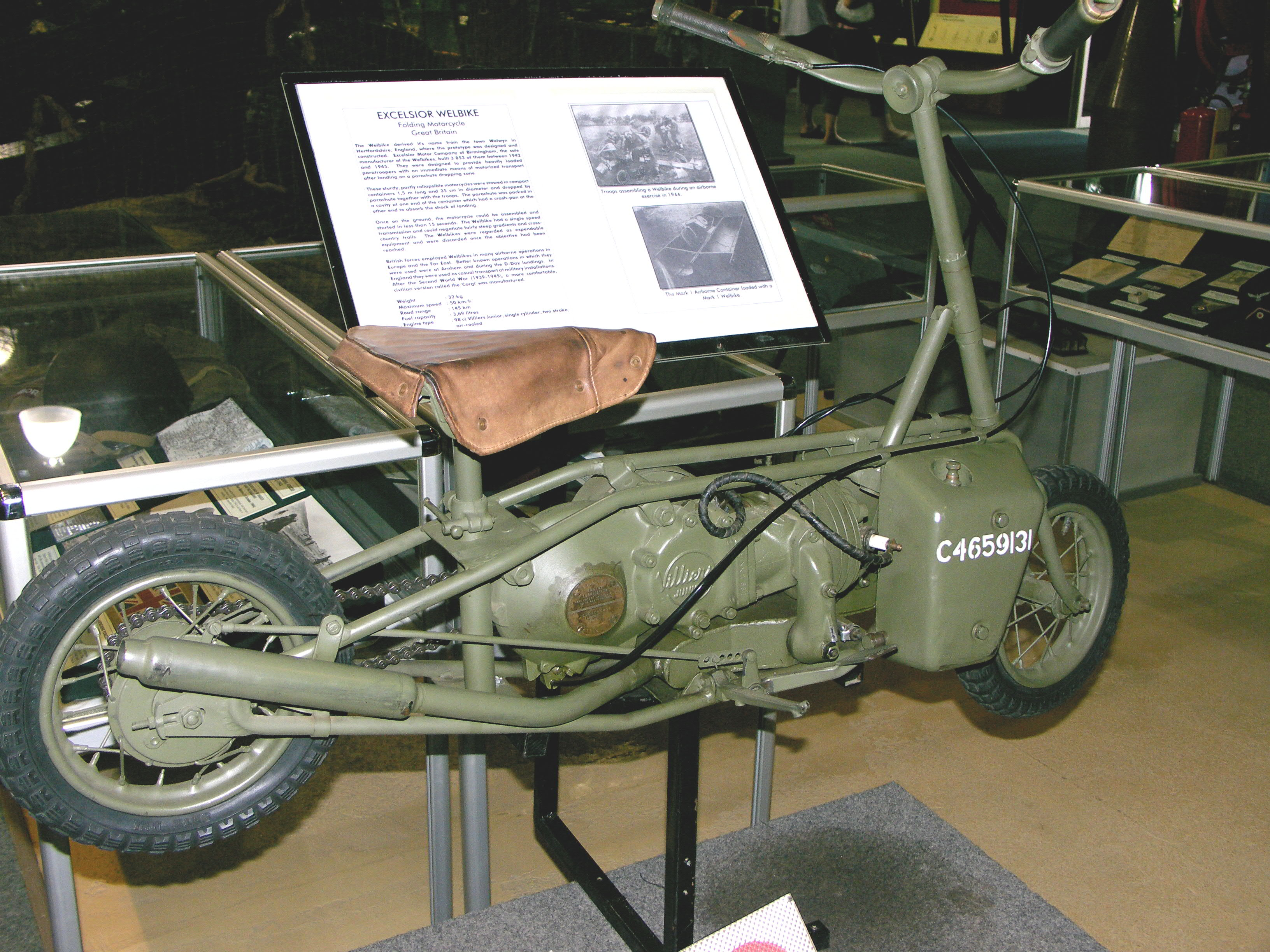
威爾摩托車

威爾摩托車是第二次世界大戰期間由英國第9局的約翰·多芬和哈利·萊斯一起研製的摩托車，該摩托車是小型摩托車而且可以摺疊起來後由傘包空投，適合傘兵使用。

## 基本資料
- 車長：1.34公尺
- 車闊：0.56公尺
- 車高：0.38公尺
- 重量：32公斤
- 最快速度：48公里/小時
- 航程:140公里
- 發動機：98cc二衝程風冷式發動機

## 設計

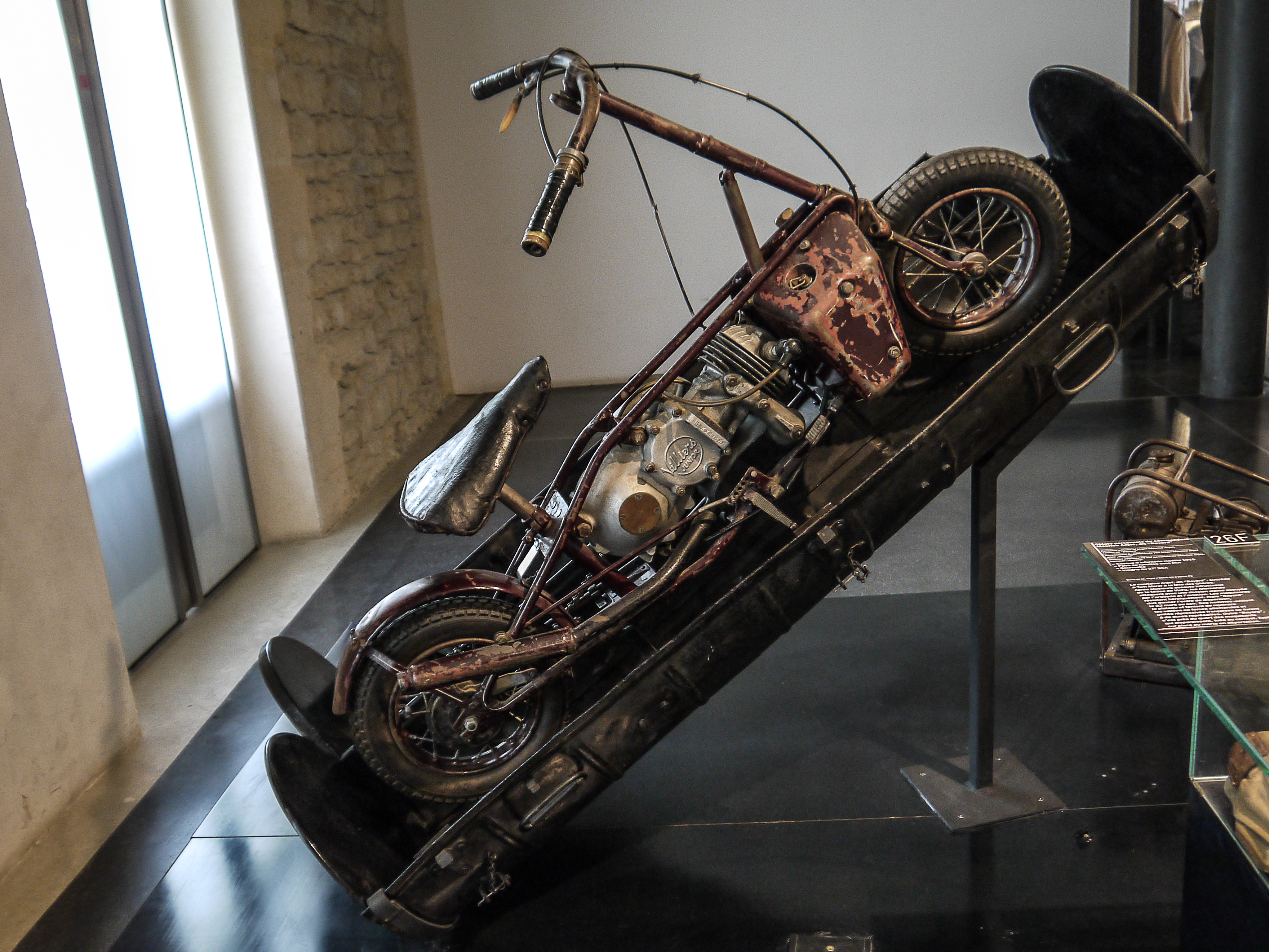
威爾摩托車和其空投傘包

威爾摩托車很小巧，其主要結構是一個鐵架以連接前後車輪和中間的發動機，發動機是一個簡單而小型的98cc二衝程風冷式發動機，它再經一個簡單的變速箱和單車鏈和後輪連接，它祇能以單一速度前進，後輪有一個簡單的剎車，其燃料箱在空投時已被加滿3.7公升燃料，其座椅可以伸縮而車把可以摺疊起來，這樣其體積祇有0.148立方米，可以被塞入傘包空投，落地後取出再把座椅拉出和把車把抬起就可以坐上，再踩動後輪的起動制就可以前進，這動作熟手的話在11秒內可以完成，它可以48公里/小時的速度行駛140公里。
威爾摩托車的設計極為簡單而且操作簡易，它並無車頭燈和懸掛系統，威爾摩托車在未經舖平的泥地上表現較差。

## 實戰使用

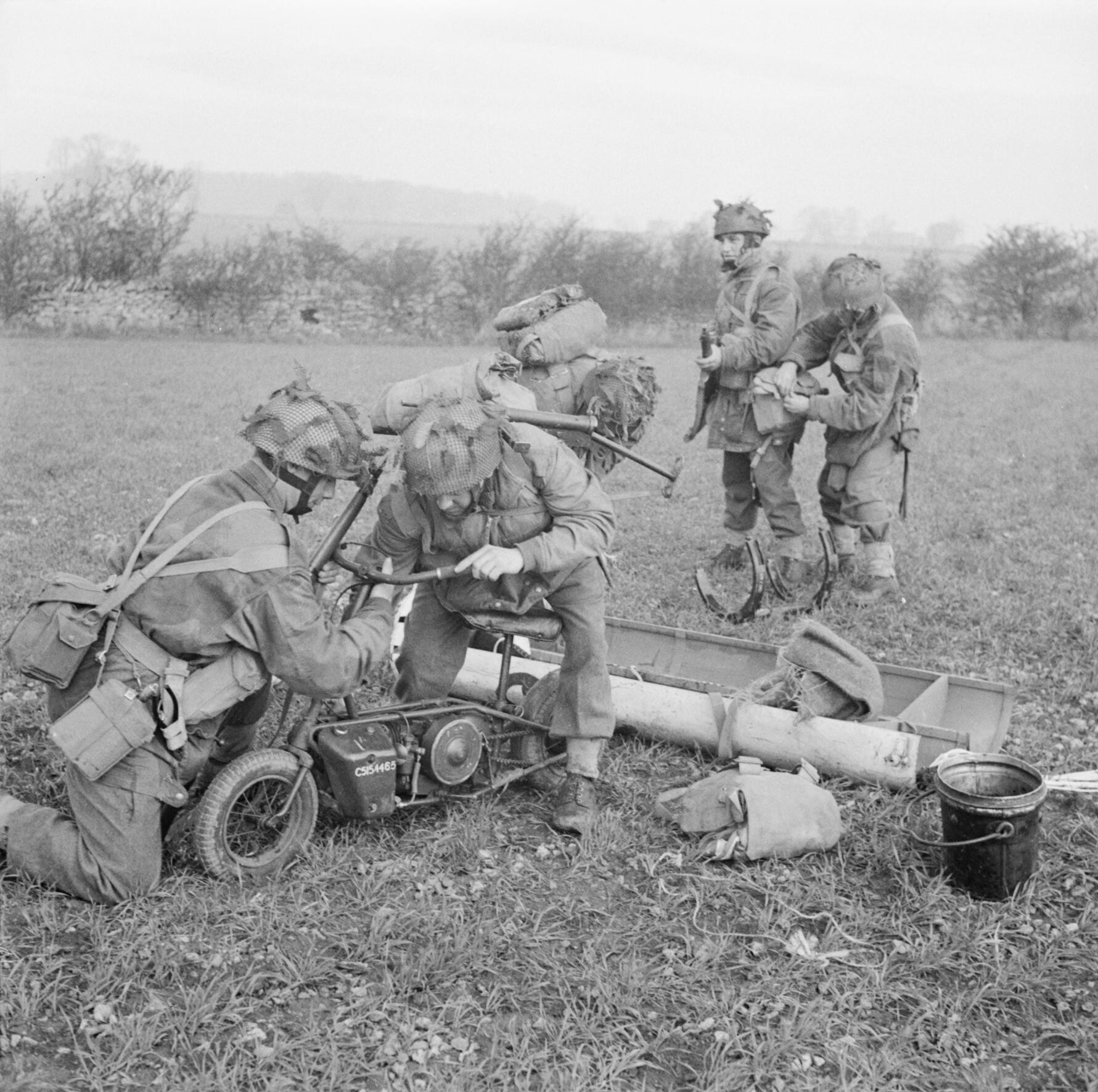
英軍傘兵是威爾摩托車主要用戶

1942年至1943年間就有4000輛威爾摩托車在艾克塞西爾摩托車公司被生產出來，裝備英軍第1傘兵師和第6傘兵師、英國皇家海軍陸戰隊、波蘭第1獨立旅等作戰部隊，1943年的安齊奧戰役首次由英軍突擊隊和海軍陸戰隊投入使用，證明有郊提昇步兵的機動能力，1944年的諾曼第登陸戰，英軍傘兵大量使用，但在安恆戰役英軍傘兵傷亡慘重，參戰的威爾摩托車不是被德軍炮火摧毀就被德軍繳獲後使用，而在後方機場，威爾摩托車也是最方便的地勤交通工具，二次大戰後，威爾摩托車也被賣到民間，很多農場主人也喜歡用此種摩托車來往於農場。

## 使用國家
- 英国
- 波蘭
- 納粹德國(繳獲)